# بطولة غزة التنشيطية

## البطولة التنشيطية لأندية قطاع غزة
البطولة التنشيطية هي بطولة محلية فلسطينية تُقام بين أندية قطاع غزة، وتُنظم غالباً من قبل المجلس الأعلى للشباب والرياضة في المحافظات الجنوبية او الاتحاد الفلسطيني لكرة القدم، كمسابقة غير رسمية تهدف إلى تنشيط الأندية واستغلال فترات التوقف الكروي، مثل فترات العدوان أو الانقسام السياسي، وذلك لتعزيز الجاهزية البدنية والفنية لدى اللاعبين.

### التأسيس
أُقيمت النسخة الأولى من البطولة في عام 2008، بمشاركة عدد محدود من الأندية، ثم استمرت بنظام غير منتظم حسب الظروف السياسية والأمنية في غزة. وتُعد البطولة بمثابة بطولة ودية ولكن مع طابع تنافسي مهم، خاصة أنها تُقام أحياناً كبديل عن الدوري الرسمي في ظل الأوضاع الصعبة.

### نظام البطولة
- تقام بنظام المجموعات أو خروج المغلوب حسب النسخة.
- تُشارك فيها أندية من الدرجات المختلفة (الممتازة، الأولى، والثانية).
- تُنظم في ملاعب قطاع غزة الرسمية، مثل: ملعب اليرموك، ملعب الدرة، وملعب فلسطين.

### عدد الأندية المشاركة
- يتراوح عدد الأندية المشاركة من 12 إلى 16 نادياً حسب النسخة.
- في بعض النسخ، شاركت أندية من جميع درجات الدوري الغزاوي.

## سجل الأبطال
| السنة | البطل       | الوصيف               | الملاحظات                 |
| ----- | ----------- | -------------------- | ------------------------- |
| 2008  | شباب رفح    | خدمات رفح            | النسخة الأولى             |
| 2010  | غزة الرياضي | اتحاد الشجاعية       |                           |
| 2015  | نادي فلسطين | نادي المجمع الإسلامي | تحقيق تاريخي لنادي فلسطين |
| 2022  | نادي فلسطين | الصداقة              | ثاني لقب في تاريخه        |

نادي فلسطين يعتبر من أنجح الفرق غير الممتازة في البطولة، بتحقيقه لقبين.

## الأندية الأكثر تتويجًا
| النادي      | عدد البطولات |
| ----------- | ------------ |
| شباب رفح    | 2            |
| غزة الرياضي | 1            |
| نادي فلسطين | 2            |
| خدمات رفح   | 1            |

## أهداف البطولة
- إبقاء الأندية في حالة استعداد بدني وفني.
- تنشيط الحياة الرياضية في قطاع غزة خلال الفترات التي يتعذر فيها إقامة بطولات رسمية.
- تجريب اللاعبين الشباب ومنحهم فرص للظهور.
- تعزيز الروح الرياضية بين الأندية الغزاوية.